# Hermann Aubin

Hermann Aubin, Düsseldorf 1911, Privatbesitz Bernhard Aubin

Hermann Carl William Aubin (* 23. Dezember 1885 in Reichenberg, Bezirk Reichenberg, Böhmen; † 11. März 1969 in Freiburg im Breisgau) war ein deutsch-österreichischer Historiker, Wissenschaftsorganisator und Geschichtspolitiker.
Aubins Handeln und Denken war vom deutschnationalen Umfeld im böhmischen Reichenberg geprägt und durch ein hohes Maß an Kontinuität während der Weimarer Republik, der NS-Zeit und der Anfangsjahre der Bundesrepublik gekennzeichnet. Ihm ging es um eine Stärkung der „deutschen Volksgemeinschaft“ und der Verteidigung des „deutschen Ostens“. Sein Weltbild war von einem wirtschaftlich, sozial und kulturell bedingten West-Ost-Gefälle und einer Überlegenheit des deutschen Volkes gegenüber den Völkern in Osteuropa bestimmt. Im Nationalsozialismus gehörte Aubin zu den Vordenkern territorialer Veränderungen und einer Bevölkerungszusammensetzung im Sinne einer ethnischen „Entmischung“. Er war 1939 an einer Denkschrift beteiligt, die sich für „Bevölkerungsverschiebungen allergrößten Ausmaßes“ im besetzten Polen aussprach.
An der Universität Bonn begründete Aubin 1920 das Institut für geschichtliche Landeskunde der Rheinlande. Auf Aubin geht das Konzept der interdisziplinär betriebenen Kulturraumforschung zurück. Als ordentlicher Professor für mittlere und neuere Geschichte lehrte er an den Universitäten Gießen (1925–1929), Breslau (1929–1945) und Hamburg (1946–1954). Durch die Bündelung zahlreicher organisatorischer und geschichtspolitischer Funktionen avancierte Aubin seit den 1930er Jahren zu einem führenden Vertreter der „deutschen Ostforschung“. Nach 1945 setzte er als Gründer und erster Präsident des Johann Gottfried Herder-Forschungsrates (1950–1959) und Herausgeber der Zeitschrift für Ostforschung (1952–1966) diese Forschungsrichtung in der Bundesrepublik Deutschland fort. Die „deutsche Ostforschung“ wurde als historische Teildisziplin dadurch zu einem Paradebeispiel für die personellen und methodischen Kontinuitäten der deutschen Geschichtswissenschaft in der Nachkriegszeit. Als Mitglied der Zentraldirektion der Monumenta Germaniae Historica (seit 1946), Gründer und Vorsitzender des Verbandes Deutscher Historiker (1953–1958) und Präsident der Historischen Kommission bei der Bayerischen Akademie der Wissenschaften (1959–1965) hat Aubin den Wiederaufbau der westdeutschen Geschichtswissenschaft in der Nachkriegszeit wesentlich mitgeprägt.

## Leben

### Herkunft und Jugend

Hermann Aubin als Gymnasiast um 1903 (Privatbesitz Bernhard Aubin)

Hermann Aubin war ein großbürgerlicher Kaufmannssohn aus dem zu Österreich-Ungarn gehörenden böhmischen Reichenberg. Er hatte vier Geschwister, darunter seinen älteren Bruder Gustav Aubin. Seine Vorfahren waren als hugenottische Glaubensflüchtlinge ab Ende des 16. Jahrhunderts in Frankfurt am Main ansässig gewesen und Mitte des 19. Jahrhunderts nach Berlin ausgewandert. Der Vater Carl Alexander Aubin (1850–1920) kam 1878 in die nordböhmische Industriestadt Reichenberg, um dort ein Unternehmen im Textil- und Wollgewerbe zu gründen. Bereits zwei Jahre nach seiner Übersiedelung knüpfte er durch seine Ehe zu Anna Schirmer (1856–1935), der Tochter des Reichenberger Kaufmanns, an das lokale Patriziat an. Die Teppichfabrik „Aubin, Protzen & Co“ entwickelte sich in kürzester Zeit zu einem der größten Fabrikunternehmen in Reichenberg. Die Familie war weltoffen und humanistisch geprägt; ihre Mitglieder hatten bereits in Frankfurt Handelsbeziehungen nach England. Aubins Vater hatte in Frankreich einen Teil seiner Ausbildung erhalten und pflegte Kontakte dorthin. Er war großdeutsch orientiert. Noch im hohen Alter bekannte Aubin, dass ihm die „großdeutsche Gedankenrichtung […] von Jugend angeboren“ war.
Aubin wuchs an der Grenze des deutsch-tschechischen Siedlungsgebiets auf, an der sich als Folge von Industrialisierung, Modernisierung und zunehmender tschechischer Einwanderung soziale Konfliktpotentiale herausbildeten. In diesem Umfeld entwickelte er eine tiefe Abneigung gegen die „tschechische Dienstbotennation“. Mit den um die Jahrhundertwende wachsenden sozialen Spannungen zwischen Arbeitern und vermögenden Fabrikbesitzern in der inzwischen zweitgrößten Stadt Böhmens war Aubin als Fabrikantensohn dagegen kaum konfrontiert.
Das Reichenberger Staatsgymnasium vermittelte Aubin eine humanistische Bildung. Der Schwerpunkt lag auf deutscher Kultur und österreichischer Geschichte. Die slawisch-magyarische Geschichte wurde im Unterricht kaum behandelt. Sein Geschichtsunterricht brachte ihn zu der Ansicht, dass die Deutschen seit dem Frühmittelalter anderen Völkern überlegen seien. Im Geographieunterricht verinnerlichte er ein Europabild, das Ostmitteleuropa als eigenständige Größe nicht berücksichtigte. Tschechisch als zweite Landessprache erlernte Aubin nicht. Das in der Schule vermittelte habsburgisch-österreichische Geschichtsbild wurde im Elternhaus durch die Erzählungen des Vaters von dessen Teilnahme als preußischer Soldat am Frankreich-Feldzug 1870/71 um eine preußisch-deutsche Dimension erweitert. Im Juli 1904 verließ Aubin als einer der Jahrgangsbesten das Reichenberger Gymnasium.

### Studienjahre in München, Bonn und Freiburg

Hermann Aubin als Einjährig-Freiwilliger, Salzburg 1905

Hermann Aubin als Doktorand, Freiburg im Jahr 1910 (Privatbesitz Bernhard Aubin)

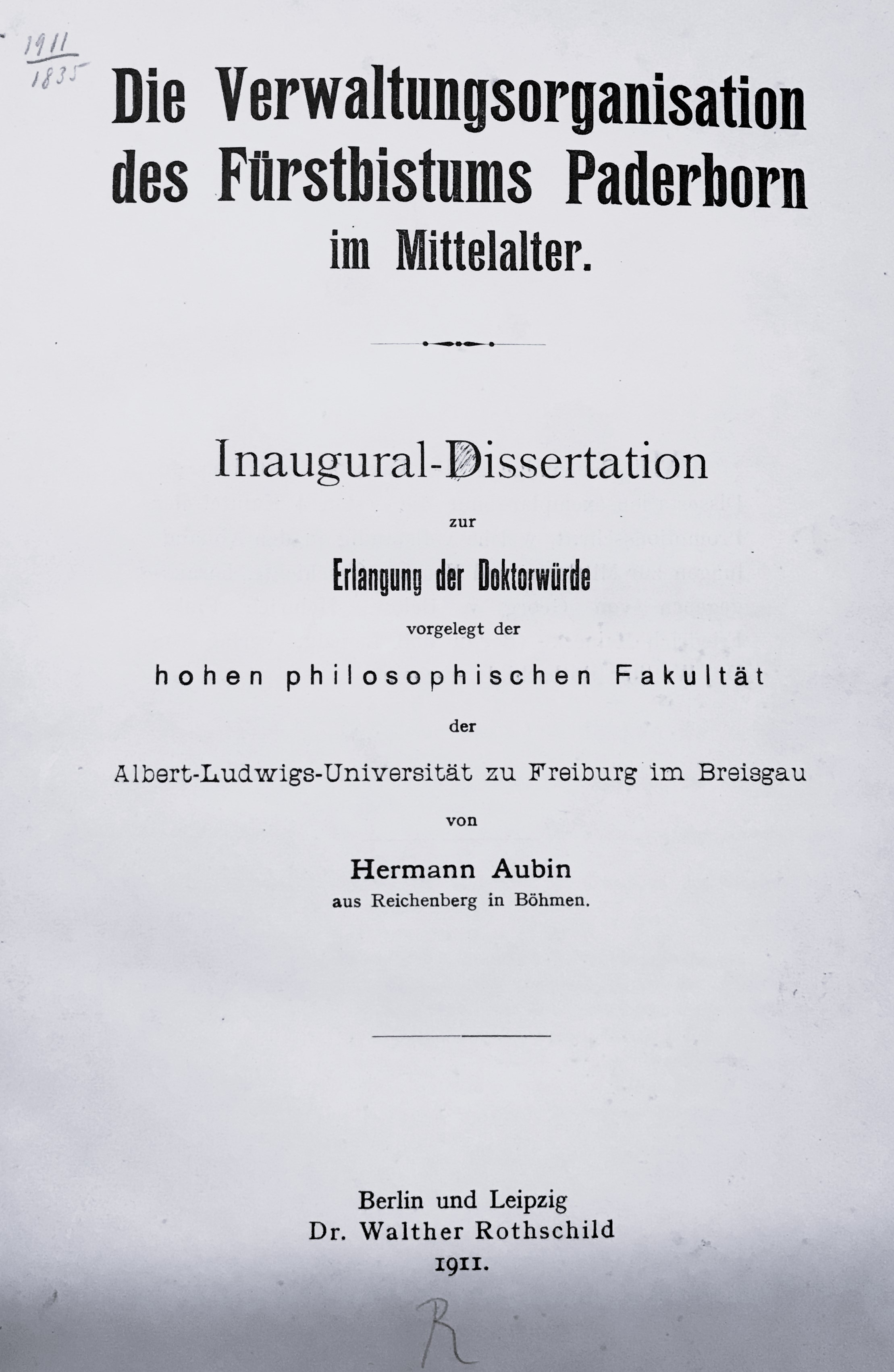
Deckblatt der Freiburger Dissertation (1911)

Nach Ableistung seines Dienstes als Einjährig-Freiwilliger in dem Divisionsartillerieregiment Nr. 41 der k.u.k. Armee in Wien und Salzburg beschritt Aubin nicht den bislang in der Familie üblichen Weg in einen kaufmännischen Beruf, sondern zog eine akademische Ausbildung vor. Sein vier Jahre älterer Bruder Gustav und er waren die ersten der Familie, die eine universitäre Laufbahn wählten. Die Entscheidung, an einer reichsdeutschen Universität und nicht in Prag oder Wien zu studieren, begründete Aubin 1965 nicht nur mit einer „großdeutsche[n] Gedankenrichtung“, sondern auch mit dem Bestreben, „nicht unter die Tschechen zu geraten“. Im Wintersemester 1905/06 begann er das Studium der Geschichte und Nationalökonomie an der Ludwig-Maximilians-Universität München. Nach dem zweiten Semester wechselte er an die Albert-Ludwigs-Universität Freiburg. Dort schloss er eine lebenslange Freundschaft mit Siegfried A. Kaehler. Während seiner Studienzeit war Aubin Mitglied im sogenannten „Freiburger Kreis“, der durch Weltoffenheit und Toleranz geprägt war. Das Sommersemester 1908 verbrachte er an der Rheinischen Friedrich-Wilhelms-Universität Bonn. Im Studium legte Aubin noch keinen Schwerpunkt auf das östliche Mitteleuropa.
Aubin wurde 1910 an der Universität Freiburg bei Georg von Below über die mittelalterliche Verwaltungsorganisation des Bistums Paderborn promoviert. Sein akademischer Lehrer von Below war ein entschiedener Feind der Demokratie. Hermann Heimpel versicherte später als ein weiterer akademischer Schüler von Belows, dass der Professor „die Studenten mit seinen politischen Überzeugungen und Kämpfen“ jedoch verschont habe. Völlig wirkungslos blieb die politische Haltung des Lehrers auf seine Studenten aber wohl nicht, denn sie forderte zur Zustimmung oder Distanzierung heraus.
Nach einem Archivaufenthalt in Düsseldorf unternahm Aubin Bildungsreisen durch die Niederlande, Belgien und Italien. Für ein Semester hielt er sich 1910/11 am Institut für Österreichische Geschichtsforschung in Wien als Gasthörer auf. Bei Alfons Dopsch erweiterte er seine verfassungsgeschichtlichen Kenntnisse und bei Oswald Redlich seine Fähigkeiten als Diplomatiker. Im Mai 1911 trat er eine Stelle als wissenschaftlicher Hilfsarbeiter bei der Gesellschaft für Rheinische Geschichtskunde in Düsseldorf an. Dabei arbeitete er unter der Führung von Ulrich Stutz an der Herausgabe der kurkölnischen Weistümer der Ämter Hülchrath und Brühl, von denen zwei Bände 1913 und 1914 erschienen. Im September 1911 heiratete er Vera Webner († 1985), die in Südafrika aufgewachsene Tochter eines deutschstämmigen Unternehmers. Aus der Ehe gingen zwei Kinder hervor. Der 1913 in Düsseldorf geborene Sohn Bernhard wurde ein bedeutender Rechtswissenschaftler.

### Teilnahme am Ersten Weltkrieg

Feldpostbrief Hermann Aubins an Elisabeth Webner vom 19. November 1914 (Privatbesitz)

Ab August 1914 nahm Aubin als Leutnant der k.u.k Armee am Ersten Weltkrieg teil. Er wurde zum Oberleutnant, dann zum Hauptmann befördert und war an der östlichen Front in Galizien stationiert. Während des Krieges hielt er sich in zahlreichen ukrainischen und polnischen Gebieten auf. Im Sommer 1915 zog er bis nach Kongresspolen, und im Oktober 1915 wurde er an die Tiroler Alpenfront verlegt. Obwohl er im östlichen Kriegsgebiet weit herumgekommen war und auch die Städte Lublin und Krakau kennengelernt hatte, beschrieb er in seinen Feldpostbriefen vom östlichen Kriegsgebiet nur Schmutz, Ödnis und Armut. Das entsprach einer damals verbreiteten, an deutscher Sauberkeit orientierten Vorstellung. Die Erlebnisse an der Ostfront hinterließen bei ihm keinen bleibenden Eindruck. Zwar entwickelte sich während des Ersten Weltkrieges eine vielfältige Kriegspublizistik, von der öffentlich geführten Kriegszieldiskussion hielt sich Aubin jedoch fern.
In der Uniform des k.u.k. Offiziers absolvierte Aubin 1916 bei Aloys Schulte die Habilitation mit einer Arbeit über die Entstehung der Landeshoheit am Niederrhein. Der Aubin-Biograph Eduard Mühle identifizierte den wichtigsten lebensgeschichtlichen Impuls für das gesamte wissenschaftliche Wirken in den Kriegsjahren. Im Ersten Weltkrieg könne man bei Aubin die „Herausbildung des Einsgefühls“ mit dem „großen Ganzen“ feststellen. Aubin sah sich als Teil der Front- und „Volksgemeinschaft“. Spätestens seit dem Ende des Krieges war für ihn als deutschnationalen Patrioten das „deutsche Volk“ maßgeblich für seine Denkweise. Auf die Deutschen und ihre Stellung in der Welt richtete er sein Denken aus.

### Weimarer Republik
Die Novemberrevolution 1918/19, die in Deutschland zum Ende der Monarchie und zur Ausrufung der Republik führte, empfand Aubin als „ein Werk der Juden u[nd] halbwüchsigen Burschen, der Etappenhengste u[nd] Drückeberger“. Als einer „Verewigung der Vergewaltigung des Volkes“ stand er der Revolution ablehnend gegenüber. Darin war er sich mit seinem Lehrer von Below einig, mit dem er um die Jahreswende 1918/19 mehrfach zusammentraf. Doch die politischen Umwälzungen lehnte Aubin im Gegensatz zu seinem Lehrer nicht grundsätzlich ab. Für einen wirtschaftlichen Wiederaufstieg und eine Verbesserung der Lebenssituation sah er demokratische Reformen als erforderlich an. Durch den Versailler Vertrag wurde der gebürtige Sudetendeutsche Angehöriger der deutschen Minderheit in der neugegründeten Tschechoslowakei. Im November 1919 erwarb er die reichsdeutsche Staatsbürgerschaft.
Ein eindeutiges Bild ergibt sich aus den vorliegenden biographischen Informationen über Aubins Einstellung zur Weimarer Republik nicht. Aubin hielt sich mit politischen Aussagen zur Weimarer Republik zurück. Laut Michael Burleigh sympathisierte Aubin mit der DNVP. Ingo Haar verortet ihn ab 1924 als zentralen Akteur „im völkisch-großdeutschen Milieu“. Für Mühle gehörte Aubin nicht zu den Gegnern der Republik. Dafür sieht er den Einfluss des liberalen Bruders Gustav Aubin als entscheidend an. In der Presse wurde Aubin vermutlich deshalb als „Demokrat“ bezeichnet.

#### Bonner Jahre (1920–1925)
Ab 1920 war Aubin Privatdozent und Direktor des neugegründeten Instituts für geschichtliche Landeskunde der Rheinlande. Ab Februar 1922 war er nichtbeamteter außerordentlicher Professor für Wirtschaftsgeschichte in Bonn. Seine Vorlesungen und Übungen behandelten überwiegend die Wirtschaftsgeschichte von der Völkerwanderungszeit bis zum 19. Jahrhundert. Lediglich vier dieser Veranstaltungen widmeten sich traditionellen mediävistischen Themen der Königs- und Kaisergeschichte. Sein bedeutendster akademischer Schüler war Franz Steinbach. Das von Aubin angestrebte Karriereziel einer ordentlichen Professur ließ sich in Bonn jedoch nicht verwirklichen. Alle Versuche der Fakultät, Aubin eine ordentliche Professur zu verschaffen, scheiterten am preußischen Finanzministerium. Durch die Inflationszeit wurde die Lebenssituation auch für Aubin problematisch. Er dachte darüber nach, wie er in einem Brief an seinen Bruder schrieb, seine akademische Laufbahn aufzugeben und in die Zigarettenindustrie zu wechseln.

#### Lehrtätigkeit in Gießen (1925–1929) und Berufung nach Breslau (1929)
Im Jahr 1925 nahm Aubin als Nachfolger von Fritz Vigener (1879–1925) einen Ruf an die Universität Gießen an. Dabei konnte er sich gegen Friedrich Baethgen, den Erstvorschlag der Gießener Fakultät, durchsetzen. Bei der Berufung war es für Aubin vorteilhaft, dass er von der hessischen Linksregierung nicht zu den Deutschnationalen gezählt wurde, die ihre Haltung lautstark vertraten. Als einziger Mittelalterhistoriker an der Gießener Universität lehrte er die ganze thematische Breite des Mittelalters. Nach dem Tod seines Lehrers von Below übernahm Aubin 1927 die Hauptherausgeberschaft der Vierteljahrschrift für Sozial- und Wirtschaftsgeschichte. Von 1933 bis 1967 war er ihr alleiniger Herausgeber. Unter seiner Leitung erschienen dreißig Bände der Zeitschrift. Sein zunehmendes wissenschaftspolitisches Engagement führte dazu, dass er sich erst ab dem Sommersemester 1927 stärker mit der hessischen Landesgeschichte befassen konnte.
Aubin nahm 1929 einen Ruf als Nachfolger von Hermann Reincke-Bloch an die Universität Breslau an. Nach einem Brief von Siegfried A. Kaehler suchte die Philosophische Fakultät einen Nachfolger, der fähig war, den Breslauer Studenten, „die frühgeschichtlichen Grundlagen des gegenwärtigen Kampfes um das Deutschtum auf schlesischem Boden lebendig zu machen und ihnen dadurch den Blick für das Verständnis der Gegenwartsaufgaben zu schärfen.“ Mit der Wiederbesetzung der Professur wollte man verdeutlichen, „dass Deutschland den Willen hat, seine Anrechte im Osten energisch wahrzunehmen und mit geistigen Waffen zu verfechten“, wie der Gutachter Manfred Laubert an die Philosophische Fakultät der Universität Breslau schrieb. Zum Zeitpunkt seiner Berufung galt Aubin nicht als besonderer Kenner der Geschichte Ostmitteleuropas. Er beherrschte weder eine westslawische Sprache, noch war er mit den Quellen vertraut; daher war er im wissenschaftlichen Diskurs unterlegen. Für Übersetzungsaufgaben erhielt Aubin eine halbe Assistentenstelle. Ihn qualifizierten zu diesem Zeitpunkt nach Einschätzung Mühles einzig seine Fähigkeiten als Wissenschaftsorganisator und sein volkspolitisches Engagement.

### Verhältnis zum NS-Regime (1933–1945)
In der Krise der Weimarer Republik stand Aubin bei der Reichspräsidentenwahl 1932 einer Regierungsübernahme Adolf Hitlers ablehnend gegenüber. Von Januar 1931 bis Juni 1933 hatte er eine Gastprofessur für die Geschichte des europäischen Mittelalters an der Universität Kairo inne. Trotz räumlicher Distanz bekam Aubin die politische Entwicklung Deutschlands auch in seiner Familie unmittelbar zu spüren. Sein Bruder Gustav hatte als Rektor der Universität Halle 1931/32 den evangelischen Theologen Günther Dehn gegen nationalsozialistische Hetzkampagnen verteidigt und ein befristetes Verbot gegen die Hallenser Hochschulgruppe des NS-Studentenbundes erwirkt. Gustav Aubin wurde dadurch zum meistgehassten Rektor der Weimarer Republik. Zu diesen Vorgängen in Deutschland hielt Hermann Aubin sich mit Kommentaren zurück. Auch in seiner Korrespondenz mit seinem Studienfreund Siegfried A. Kaehler ging er nur sehr zögernd auf die politischen Entwicklungen in Deutschland ein, und in seinen wenigen Ausführungen im April und Mai 1933 versuchte er ihnen positive Seiten abzugewinnen. In seinen Briefen bis 1945 findet sich kein Wort über die Verfolgung und Ermordung von Juden und Oppositionellen, und auch zur deutschen Besatzungs- und Vernichtungspolitik im Osten äußerte er sich nicht.
Der NSDAP trat Aubin nicht bei. Nur in der Nationalsozialistischen Volkswohlfahrt war er Mitglied. Er hatte zwar kein Parteibuch, zählte aber auch nicht zu den Regimegegnern. Eduard Mühle beschreibt Aubins Haltung zum Nationalsozialismus als „affirmativ-kollaborativ“. Aubin erkannte im April 1933 in einem Brief an seine Mutter sehr deutlich das drohende Terrorsystem. Trotzdem fasste er den Entschluss, sich freiwillig für das NS-Regime zu engagieren. Die aus seiner Sicht positiven Leistungen des neuen Regimes waren die wirtschaftliche Konsolidierung, der außenpolitische Wiederaufstieg, die Schaffung eines starken Einheitsstaates und die Revision der Versailler Grenzziehungen.
In stärkerem Ausmaß als sein Bruder Gustav war er bereit, über die Entrechtungen und Verfolgungen hinwegzusehen. Schon im Oktober 1933 begrüßte er Hitler als „Erneuerer unseres Volkes in der freudigen Gewißheit, daß ohne die Grenzen und Schranken deutsch sein wird, was deutsch ist“. Aubins jüdische Kollegen Georg Ostrogorsky und Richard Koebner in Breslau wurden im April 1933 aufgrund des NS-Gesetzes zur „Wiederherstellung des Berufsbeamtentums“ aus dem Universitätsdienst entlassen. Koebner hatte Aubin bei dessen Gastprofessur in Kairo noch im Wintersemester 1932/33 vertreten. Statt den verfolgten Kollegen wie andere Fakultätsmitglieder entschieden beizustehen und das Ergebnis einer Eingabe der Breslauer Philosophischen Fakultät für ein Verbleiben der beurlaubten Kollegen abzuwarten, forderte Aubin in einem Brief an den Dekan Ludolf Malten vielmehr eine zügige Auffüllung der entstandenen „empfindlichen Lücken bei den Oststudien“ und ging damit zum Tagesgeschäft über. Nach Mühle war Aubin allerdings nicht an einer „Entjudung“ der Universität Breslau aktiv beteiligt. Dies steht jedoch im Gegensatz zu einer brieflichen Nachkriegsaussage seines dortigen Assistenten, damaligen Dozentenführers und SD-Mitarbeiters Ernst Birke.
Den NS-Stellen galt Aubin dennoch nicht als weltanschaulich akzeptabel. Im September 1933 regte der Kreisleiter der NSDAP und Schlesische Landesführer Wolfgang Graf Yorck von Wartenburg eine Versetzung Aubins an. Eine Berufung nach Leipzig auf den einstigen Lehrstuhl Karl Lamprechts scheiterte 1933. Ihm wurde Nähe zur Sozialdemokratie vorgeworfen. Ebenso blieben Berufungen nach Heidelberg und Freiburg 1933/34 und 1938/39 aus politischen Gründen ohne Erfolg. Dies lag auch an dem in den 1930er Jahren bekannt gewordenen Umstand, dass Aubins Ehefrau einen jüdischen Urgroßvater hatte. Nach Mühle führten die Zweifel an seiner politischen Zuverlässigkeit weniger zu einer kritischen Haltung gegenüber dem Regime, sondern Aubin versuchte, den Vorbehalten durch systemkonformes Verhalten entgegenzutreten und dadurch einer möglichen Ausgrenzung zuvorzukommen.
Für Burleigh war Aubin seit 1937 „nationalsozialistisch zuverlässig“. Nach Mühle identifizierte sich Aubin spätestens 1938 mit den Zielen und Methoden des nationalsozialistischen Regimes. Befördert wurde diese Einstellung durch seine deutschnational-völkische Haltung, die außenpolitischen Erfolge des Regimes, seine Bereitschaft zur Gewaltverherrlichung und durch den Tod seines älteren Bruders Gustav. Bis 1938 war der ältere, liberale Bruder für ihn ein kritischer Gegenpol zu den politischen Entwicklungen in Deutschland gewesen. Die erpresste Abtretung des Sudetenlandes von der Tschechoslowakei im Münchner Abkommen im September 1938 wurde von Aubin „ergriffen und dankbaren Herzens wie ein Wunder“ wahrgenommen. Als großdeutsch gesinnter Sudetendeutscher empfand er die Besetzung des Sudetenlandes als „Befreiung“. Ebenfalls nahm er im Jahr 1938 den „Anschluss Österreichs“ mit Genugtuung zur Kenntnis. Die militärischen Erfolge des NS-Regimes lösten Begeisterung bei Aubin aus. Er bedauerte es, dass er sich selbst nicht mehr aktiv militärisch einbringen konnte. Den Überfall auf Polen 1939 begrüßte Aubin „als Befreiung von der drohenden Gefahr in der Ostflanke“. Als „Gast der Wissenschaft“ war er bei einem Empfang zugegen, den Reichspropagandaminister Joseph Goebbels in Berlin für die zurückgekehrten Teilnehmer einer Ende Oktober 1939 durchgeführten Dichterfahrt „in das befreite Gebiet im Osten“ gab. Im Dezember 1939, bei der ersten feierlichen Eröffnung einer deutschen Bibliothek im besetzten Polen, pries Aubin es als eine „Tat des Führers“, dass der durch den Versailler Vertrag getrennte „gesamtschlesische Raum“ wieder zu seiner „Einheitlichkeit“ gefunden habe. Aubin rechtfertigte die Eroberungs- und Machtpolitik der Nationalsozialisten mit der „deutschen Kulturleistung im ehemaligen Polen“.
Aubins Euphorie für den Krieg dauerte bis in die ersten Wochen des Unternehmens Barbarossa 1941, wie der Überfall auf die Sowjetunion bezeichnet wurde. Im Herbst 1944 wurde er zu Schanzarbeiten zwangsverpflichtet. Trotz wachsender Zweifel infolge der Schlacht von Stalingrad kämpfte Aubin nach der Interpretation von Mühle in loyaler Pflichterfüllung als Volkssturmmann in der Schlacht um Breslau. Am 17. Februar 1945 wurde er dort am Arm leicht verwundet und nach Berlin ausgeflogen. Von dort kam er am 20. März 1945 nach Freiburg, wo die Schwiegermutter zuvor schon Ehefrau und Tochter aufgenommen hatte. Aubin war bis zum Kriegsende nicht in der Lage, seine „ideologische Verblendung“, so sein Biograph Eduard Mühle, sowie den eigenen Anteil an der Katastrophe kritisch zu hinterfragen.

### Nachkriegszeit

#### Problemlose Fortsetzung der Laufbahn nach 1945
Aubin kam 1945 als Heimatvertriebener problemlos durch das Entnazifizierungsverfahren. Er wurde als „unbelastet“ eingestuft. Später bekannte sich Aubin zum politischen System der 1949 gegründeten Bundesrepublik Deutschland, ähnlich wie er sich schon zuvor zügig mit den politischen Verhältnissen in der Weimarer Republik und dem Nationalsozialismus hatte arrangieren können. In der Nachkriegszeit vermied Aubin eine kritische Auseinandersetzung mit seinem eigenen Verhalten in der NS-Zeit. Er betonte 1954 vielmehr, dass er sich nach der „Machtergreifung“ der Nationalsozialisten von der „Öffentlichkeit möglichst zurückgehalten“ und dem NS-Gedankengut kritisch gegenübergestanden habe. Aubin beschränkte sich auf eine allein am deutschen Schicksal interessierte Sichtweise. Für ihn hatten die „Nazi-Schufte“ das gänzlich unschuldige deutsche Volk „in der gemeinsten Weise ins Unglück getrieben“. Seinem Biographen Eduard Mühle gilt Aubins Kritik am Nationalsozialismus „als bemerkenswert unreflektierte […], ja ausgesprochen unehrliche Anklage“. Ausführlich schilderte Aubin die Vertreibung der Deutschen aus Ostmitteleuropa und den Verlust der preußisch-deutschen Ostprovinzen. Die von Deutschen begangenen Verbrechen blieben unerwähnt, ebenso der Vernichtungskrieg und der Holocaust, letzteren ignorierte er nicht nur in der unmittelbaren Nachkriegszeit, sondern auch in späteren Lebensjahren. Noch 1965 wusste er nicht, dass das Vernichtungslager Majdanek nicht bei Łódź, sondern bei Lublin lag.
Aubin konnte ohne größere Verzögerungen seine akademische Karriere fortsetzen. Im Wintersemester 1945/46 vertrat er Percy Ernst Schramm an der Georg-August-Universität Göttingen. Zeitweise hielt er dort den Lehrbetrieb für Geschichte allein aufrecht. Bereits 1946 lehrte er als ordentlicher Professor für mittlere und neuere Geschichte auf dem seit Juli 1943 vakanten Lehrstuhl von Otto Vehse an der Universität Hamburg. Die Hamburger Fakultät beurteilte Aubin nicht nur als einen „der ersten Vertreter der mittelalterlichen Geschichte“, sondern auch als einen „Nicht-Nationalsozialisten und Mann von demokratisch-liberaler Gesinnung“. Aubin wollte jedoch in Bonn, Heidelberg oder Göttingen lehren. Doch blieben diese Hoffnungen unerfüllt. Laut einem Brief an Siegfried A. Kaehler vom Januar 1949 erschien ihm der Hamburger Lehrstuhl „fast wie ein Hohn, eine reine Flüchtlingsstelle“. Widerwillig nahm er Anfang April 1946 den Ruf an die Universität Hamburg an. Seinen Wohnsitz in Freiburg behielt er. An der Universität Hamburg betreute Aubin als akademischer Lehrer zwei Habilitationen, 38 Dissertationen und 27 Staatsexamensarbeiten. Thematisch behandelten die Arbeiten überwiegend die nord- bzw. niederdeutsche Geschichte. Zu seinen bedeutendsten akademischen Schülern in Hamburg gehörten Carl Haase, Ernst Pitz, Klaus von See, Heinz Stoob, Günter Will.
Nach 1945 war er federführend an der Wiedereinrichtung der „deutschen Ostforschung“ beteiligt. Aubin war 1950 Gründer und bis 1959 erster Präsident des Johann Gottfried Herder-Forschungsrates. Von 1952 bis 1966 war er Herausgeber der Zeitschrift für Ostforschung. Von 1960 bis 1964 war er Mitglied des Fachbeirats des Max-Planck-Instituts für Geschichte in Göttingen. Als Mitbegründer und von 1953 bis 1958 Vorsitzender des Verbandes Deutscher Historiker, als Mitglied der Zentraldirektion der Monumenta Germaniae Historica (seit 1946) und Präsident der Historischen Kommission bei der Bayerischen Akademie der Wissenschaften (1959–1965) prägte Aubin die westdeutsche Geschichtswissenschaft in der Nachkriegszeit in erheblichem Maße mit.

#### Letzte Jahre (1954–1969)
Nach seiner Emeritierung im Wintersemester 1953/54 verlegte Aubin seinen Lebensmittelpunkt ganz nach Freiburg. An der dortigen Universität wurde ihm im Februar 1955 eine Honorarprofessur verliehen. Seine Lehrveranstaltungen behandelten die Wirtschafts- und Stadtgeschichte im Spätmittelalter und der Frühen Neuzeit, die ostdeutsche Siedlungsgeschichte, die oberrheinische Landesgeschichte und das Kaisertum der Ottonen. Nach seinem Biographen Eduard Mühle stellte sich Aubin den allmählichen Veränderungen in der Innen- und Außenpolitik durch sein „Beharren in einer überlebten großbürgerlich-deutschnationalen, völkischen Mentalität“ entgegen.
Noch in den fünfziger und sechziger Jahren des 20. Jahrhunderts hat Aubin die nationalsozialistische Eroberungs-, Ost- und Volkstumspolitik als einen Beitrag zur Lösung der ostmitteleuropäischen Nationalitätenprobleme aufgefasst. Selbst sein engstes persönliches Umfeld war davon unangenehm berührt. Solche Aussagen machte er wie immer mit der „großen ruhigen Sicherheit des guten Gewissens“, wie er im Mai 1953 vor dem Herder-Forschungsrat versicherte. Schließlich sei die Wissenschaft keine Verbindung mit dem Nationalsozialismus eingegangen. Noch ein Jahr vor seinem Tod bekannte er, dass er „die Gedanken des Nationalsozialismus von Anfang an abgelehnt habe“. Im Alter von 83 Jahren starb er am 11. März 1969 an den Folgen eines Schlaganfalls.
Aubin war zu Lebzeiten ein vielfach geehrter Gelehrter. Er wurde ordentliches Mitglied der Historischen Kommission für Westfalen (seit 1934, ab 1960 korrespondierendes Mitglied). Er wurde 1954 Ehrenmitglied des Österreichischen Instituts für Geschichtsforschung und 1967 Honorary Member der Association for Economic History in Harvard. Aubin war Mitglied der Berliner, Münchner und Göttinger Akademien der Wissenschaften. Schon 1946 war er auf Vorschlag von Siegfried Kaehler als korrespondierendes Mitglied in die Akademie der Wissenschaften zu Göttingen aufgenommen worden. Zum 70. Geburtstag erhielt er im Dezember 1955 mit dem Großen Verdienstkreuz des Verdienstordens der Bundesrepublik Deutschland eine hohe politische Auszeichnung als Historiker und von den Universitäten Hamburg und Köln die Ehrendoktorwürde. Ab 1959 war er Ehrenpräsident des Johann Gottfried Herder-Forschungsrates. 1962 war er einer der ersten Preisträger der Liebieg-Medaille. Im Jahr 1966 wurde er Ehrenvorsitzender der Commission Internationale pour l’Histoire des Villes. Anlässlich seines 80. Geburtstages wurde vom Herder-Forschungsrat das „Hermann-Aubin-Stipendium“ zur Förderung des wissenschaftlichen Nachwuchses gestiftet.

## Werk

### Tätigkeit als Wissenschaftsorganisator und Geschichtspolitiker

#### Gründung des Instituts für geschichtliche Landeskunde
Das von Aubin 1920 gegründete Institut für geschichtliche Landeskunde der Rheinlande war nach dem Leipziger Seminar für Landeskunde und Siedlungskunde Deutschlands ältestes landesgeschichtliches Institut. Für die Auswertung des gesamten Quellenmaterials über die Rheinlande sollten nicht nur die universitären Strukturen, sondern auch an der Landesgeschichte interessierte Heimatforscher eingebunden werden. Das Institut hatte die Aufgabe, beispielsweise durch Fortbildungskurse eine Verbindung zwischen der Heimatforschung und der Wissenschaft herzustellen. Neben wissenschaftlichen Aspekten standen bei der Institutsgründung auch politische Interessen im Vordergrund. Bei der Jahrtausend-Feier der Rheinlande präsentierte Aubin angesichts der Rheinlandbesetzung mit einer Ausstellung historischer Karten und Begleitbeiträgen den „Anschluss der Rheinlande“ als „die organisatorisch unerlässliche Abrundung des deutschen Staates“.
Durch Tagungen und Besprechungen konnte sich Aubin seit 1924 als Wissenschaftsorganisator vernetzen. Dies gab ihm zugleich Gelegenheit, sein Bonner Modell einer geschichtlichen Landeskunde einem größeren Fachkreis bekannt zu machen. Ein wichtiges Forum dazu war der 14. Deutsche Historikertag im September 1924 in Frankfurt am Main. Erstmals traten dort mit Aubin für Bonn, Adolf Helbok für Innsbruck und Rudolf Kötzschke für Leipzig die drei Direktoren der bestehenden landesgeschichtlichen Institute gemeinsam auf. In programmatischen Vorträgen stellten sie ihre Perspektiven landesgeschichtlicher Forschung vor. Durch diese Tätigkeiten machte Aubin sich im Netzwerk der Deutschtumsforschung einen Namen. Dank seiner geschichtspolitischen Aktivitäten konnte er im Herbst 1926 den Vorsitz der Forschungsgemeinschaft der Saarlande übernehmen, den er bis 1937 innehatte. Die Forschungsgemeinschaft setzte sich für die Rückgliederung des Saargebietes ein. Sie sollte wissenschaftliche Belege für die deutsche Eigenheit des Saargebietes liefern. Nicht zuletzt sein Ansehen als Wissenschaftsorganisator war ausschlaggebend für seine Berufung nach Breslau 1929.

#### Ausbau Breslaus zum Zentrum der „Ostforschung“ und Politikberatung im NS-Staat (1933–1945)
Unter Aubin entwickelte sich Breslau zu einem Mittelpunkt der deutschen Ostforschung und landesgeschichtlicher Schlesienforschung. Seit 1931 war er Vorstandsmitglied des Vereins für Geschichte und Altertum Schlesiens. Nachdem der Theologe Franz Xaver Seppelt im Herbst 1933 den Vorsitz in der Historischen Kommission für Schlesien niedergelegt hatte, folgte ihm durch Vorstandsbeschluss vom 15. Januar 1934 Hermann Aubin. Er unterwarf die Kommission unverzüglich dem nationalsozialistischen Führerprinzip. Außerdem war er ab 1933 stellvertretender Vorsitzender Albert Brackmanns in der Nord- und Ostdeutschen Forschungsgemeinschaft (NOFG). An seinem Lehrstuhl errichtete er 1937 das „Institut für geschichtliche Landeskunde Schlesiens“. Nach Aubin sollten die Studenten an der Universität Breslau in den Problemen und Sprachen des Ostens so geschult werden, „dass sie in jedem Augenblick – im Krieg und Frieden – im Interesse der staatlichen und militärischen Stellen unbedingt einsatzfähig sind“. Bedeutende akademische Schüler Aubins in Breslau waren Ludwig Petry, Gerhard Sappok, Werner Trillmich und Hermann Uhtenwoldt. 1938 wurde Aubin Beiratsmitglied des Forschungsprojektes „Wald und Baum in der germanisch-arischen Geistes- und Kulturgeschichte“ der SS-Forschungsgemeinschaft Ahnenerbe. Seit Herbst 1939 war Aubin Leiter der „Landesstelle Schlesien für Nachkriegsgeschichte“ im Amt für schlesische Landeskunde, die den Prozess der „Umvolkung“, also die Assimilation zwischen Polen, Deutschen und Juden, analysieren sollte.
Seit den 1930er Jahren nahm Aubin besonders engagierte Nachwuchskräfte in eine Arbeitsgemeinschaft auf, die sich speziell mit „Ostfragen“ beschäftigte. Dem Breslauer Arbeitskreis gehörten kontinuierlich Heinrich Appelt, Ernst Birke, Ludwig Petry, Marie Scholz-Babisch, Emil Schieche und Herbert Schlenger an. Zwischen Herbst 1938 und Frühjahr 1940 erstellte Aubin mit seinem Breslauer Arbeitskreis im Auftrag des schlesischen Oberpräsidenten und Gauleiters Josef Wagner zahlreiche Denkschriften, Karten und Statistiken. In den eroberten polnischen und tschechoslowakischen Gebieten wurde die Zusammensetzung der Bevölkerung untersucht. Die wissenschaftliche Produktion verlor hingegen beim Breslauer Arbeitskreis gegenüber der geschichtspolitischen Publizistik deutlich an Bedeutung. Unter 238 Publikationen waren lediglich 14 wissenschaftliche Veröffentlichungen. Hans-Erich Volkmann weist außerdem darauf hin, dass Aubin junge Wissenschaftler in Breslau um sich versammelte, „die im Sinne nationalsozialistischer Volkstumspolitik wirkten“.
Die Arbeit der Historischen Kommission für Schlesien konzentrierte Aubin auf eine mehrbändige Geschichte Schlesiens und auf das Schlesische Urkundenbuch. Der erste Band der mehrbändigen und interdisziplinär angelegten Geschichte Schlesiens, der die Zeit bis 1526 behandelte, konnte 1938 erscheinen. Die Arbeiten am zweiten Band wurden im Sommer 1944 vor allem wegen des Krieges endgültig eingestellt. Durch seinen stellvertretenden Vorsitz seit Dezember 1933 in der Nord- und Ostdeutschen Forschungsgemeinschaft (NOFG) nahm er maßgeblichen Einfluss auf die Ostforschung. Das Ziel der NOFG war es, reichs- und auslandsdeutsche Ostforscher in einem personellen Netzwerk zu bündeln und mit ihrer Hilfe den Aktivitäten der slawischen und baltischen Ostmitteleuropa-Forschung entgegenzuarbeiten.
Aubin war kein Stubengelehrter, der nur für seine Wissenschaft lebte. Volksaufklärung und Schulungsarbeit gehörten für ihn zu den Aufgaben eines Historikers. Die außenpolitischen Veränderungen brachten die Politikberatung als neues Aufgabenfeld hinzu. Mit dem Überfall auf Polen vom 1. September 1939 begann Aubin den NS-Machthabern seine Neuordnungsvorstellungen für den polnischen Raum zu unterbreiten, denn die Wissenschaft, so schrieb er im September 1939 in einem Brief an Albert Brackmann, könne „nicht einfach warten, bis sie gefragt wird, sie muß sich selber zum Worte melden“. Er befürchtete, dass angesichts der raschen militärischen Erfolge Entscheidungen getroffen würden, die die Ergebnisse langjähriger Volkstumsforschung bei der „Neugestaltung des Ostraumes“ nicht genügend berücksichtigten. In einem Brief von 1940 an seinen Verleger Paul Kirchgraber verstand Aubin seine Tätigkeit für die „Neugestaltung Schlesiens“ und in „Polenfragen“ als „bürgerliche Kriegsleistung“. Der bei Kriegsausbruch 54 Jahre alte Aubin versuchte seine altersbedingte Wehrdienstunfähigkeit durch politisches Engagement auszugleichen.
In der Geschichtswissenschaft gilt Aubin als der geistige Urheber und Veranlasser der vieldiskutierten Polendenkschrift Theodor Schieders vom 11. Oktober 1939, der „Aufzeichnung über die Fragen der Eindeutschung Posens und Westpreußens und der damit zusammenhängenden Umsiedlungen“. Aubin beklagte 17 Tage nach dem Überfall auf Polen, dass die „Volkstumsfragen im Osten“ in „ein entscheidendes Stadium“ getreten seien, aber bei den politisch Verantwortlichen anscheinend „wieder eine Ladehemmung eingetreten“ sei. Er regte deshalb die Erstellung einer Denkschrift an. In Breslau wurde eine Arbeitssitzung einberufen, auf der die Fragen der künftigen Neuordnung in Polen erörtert werden sollten. Am 28. September 1939 hielt Aubin in Breslau mit Albert Brackmann, Walter Kuhn, Ernst Birke, Theodor Schieder, Ludwig Petry und Werner Trillmich eine Besprechung ab, um einen „Arbeitsplan für die Denkschrift über die ostdeutsche Reichs- und Volkstumsgrenze“ zu entwerfen. Zur Diskussion standen „die historischen Voraussetzungen und Gegebenheiten für den Erfolg einer großzügigen Siedlungspolitik in den Ostgebieten“. In Breslau wurde die beabsichtigte Denkschrift gemeinsam besprochen. Mit ihrer Abfassung wurde dann Schieder betraut. Aubin war an der Vorbereitung beteiligt, jedoch nicht an der Formulierung des Textes. Der spätere Text war kein Protokoll des Treffens, sondern Schieder formulierte weitgehend eigenständig. In der Aufzeichnung werden die neuen Grenzen Polens beschrieben. Die Denkschrift schlug eine „Rückführung deutscher Menschen“ in die „wiedergewonnenen Ostprovinzen“ vor. Die „Aufzeichnung“ sprach dazu von „Bevölkerungsverschiebungen aller größten Ausmaßes“ einschließlich einer „Herauslösung des Judentums aus den polnischen Städten“, die erforderlich seien, um „die Herstellung eines geschlossenen deutschen Volksbodens in diesen Gebieten“ und „eine klare Abgrenzung von polnischem und deutschem Volkstum“ zu erreichen. Die Denkschrift plädierte für die völlige „Entjudung Polens“ und schlug vor, die jüdische Bevölkerung nach Übersee zu verfrachten. Das politisch-militärische Geschehen hatte die Denkschrift noch vor ihrer Fertigstellung überholt. Mit der Vorbereitung der Denkschrift haben Aubin und sein Arbeitskreis nach Eduard Mühle „die nationalsozialistische Eroberungs- und Vernichtungspolitik in hohem Maße mitgedacht, Zwangsumsiedlungen von Millionen Menschen und den daraus eskalierenden Völkermord in Kauf genommen und auf diese Weise indirekt unterstützt“. Die Schiedersche Polendenkschrift hat Hans-Erich Volkmann in gedanklichen Zusammenhang mit einem Vortrag Aubins vom Dezember 1939 gestellt, um zu zeigen, wie sehr sich Aubin mit solchem Gedankengut identifizierte. Aubin sprach sich im Vortrag gegen eine Assimilation der Polen im deutschen Siedlungsgebiet aus und für eine Grenzziehung nach dem Prinzip strenger Rassentrennung.
Mitte Dezember 1939 erhielten Aubin und Johannes Papritz, der Leiter der Publikationsstelle Berlin-Dahlem des Geheimen Staatsarchivs, die Möglichkeit, Generalgouverneur Hans Frank ihre volkstumspolitischen Vorstellungen in vertrauensvoller Atmosphäre zu unterbreiten. Mit Franks Ansichten über die „deutsch-polnischen Probleme“ stimmte Aubin, wie er sagte, „vollständig“ überein. Im Februar 1943 äußerte Aubin: „Wir dürfen unsere Politiker nicht im Stich lassen“. Mit dieser Überzeugung verband sich das Bemühen um wissenschaftliche Selbsterhaltung im totalen Krieg. Bis 1943 hielt Aubin von Frankreich bis in die Ukraine Vorträge vor Wehrmachtseinheiten. In seinen Vorträgen vor Frontoffizieren äußerte sich Aubin auch über die „Verschmutzung durch Polen oder gar Juden“. Bis Herbst 1944 beteiligte er sich in den besetzten Ostgebieten an politisch-wissenschaftlichen Besprechungen.

#### Restauration der „Ostforschung“ nach 1945
Das Jahr 1945 brachte keinen Bruch in Aubins Wissenschaftsverständnis. Bereits 1946 suchten Aubin und Johannes Papritz nach einem Ersatz für die Nord- und Ostdeutsche Forschungsgemeinschaft und die Publikationsstelle Dahlem. Im Jahr 1949 beauftragte eine Gruppe am Osten interessierter Forscher Aubin, „den Arbeitsbereich der weiterbestehenden Nord- und Ostdeutschen Forschungsgemeinschaft wieder zu beleben und eine zentrale Forschungsstelle, entsprechend der früheren Publikationsstelle in Berlin-Dahlem, vorzubereiten“. Beim ersten Historikertag im September 1949 zog Aubin bei den Beratungen mit Hans Rothfels, Werner Markert, Theodor Schieder, Werner Conze und Franz Petri über eine Initiative zur Neuetablierung einer interdisziplinären Ostforschung das Fazit: „Wir brauchen uns nicht umzustellen. Natürlich geht es weiterhin, wie stets, um die reine Wahrheit“. Aubin hielt wie die meisten Ostforscher an der bisherigen volksgeschichtlich-deutschtumszentrierten Sichtweise fest.
In Hamburg versammelte er als Professor systematisch seine früheren gleichgesinnten Kollegen, Freunde und Schüler aus dem Bereich der Ostforschung um sich, darunter Walter Kuhn, Gotthold Rhode, Bruno Schumacher und Werner Trillmich. Die Forschung hat deshalb von einer „Breslau-Connection“ in Hamburg gesprochen. Damit bediente Aubin zugleich die Interessen einiger Hamburger Politiker. Der SPD-Schulsenator Heinrich Landahl forderte 1945 anlässlich der Wiedereröffnung der Hamburger Universität, „wissenschaftlich heimatlos“ gewordene Hochschullehrer, die ihre Stellen im Osten verloren hatten, anzuwerben. Eine enge Zusammenarbeit pflegte Aubin mit Erich Keyser, der in der NS-Zeit über „Bevölkerungsgeschichte“ publiziert hatte. Zugleich distanzierte sich Aubin gezielt von Hans Joachim Beyer, Walther Steller, Hanns-Detlef von Krannhals und Wilfried Krallert, die durch ihre Vergangenheit zu sehr belastet waren.
Der 1950 wesentlich von Aubin in Marburg gegründete Johann Gottfried Herder-Forschungsrat setzte personell und institutionell die Traditionslinien fort. Bei der Geschichte Ostmitteleuropas wurde die deutschtumszentrierte Sichtweise beibehalten. Angesichts der Gebietsverluste im Osten musste nach Aubin vom Herder-Forschungsrat „die Verteidigung dessen übernommen werden, was von außen her angegriffen wird: der Anspruch des Deutschtums auf seine östlichen Gebiete“. Er hielt es für eine Aufgabe der „Ostforschung“, den Anspruch der Vertriebenen auf Heimat zu begründen und die Bundesregierung in ihren Grenzforderungen zu unterstützen. In der Nachkriegszeit wurde Aubins geschichtspolitische Arbeit besonders von den Vertriebenenverbänden mit ihrem Anliegen eines „Rechts auf Heimat“ anerkannt.

### Forschungsarbeiten

#### Verfassungsgeschichtliche Anfänge
Aubins Freiburger Dissertation und seine Bonner Habilitationsschrift blieben der traditionellen Verfassungsgeschichte verpflichtet. Neue sozial-, kultur- oder volksgeschichtliche Wege hat Aubin nicht eingeschlagen. Mit beiden Arbeiten verfolgte er das Ziel, „den eigentümlichen Prozeß, in welchem sich innerhalb des Deutschen Reiches die Territorien geformt haben, zu begreifen“. Mit der Habilitationsschrift zur Entstehung der Landeshoheit am Niederrhein löste er die damaligen verfassungsgeschichtlichen Vorstellungen ab und brachte die Diskussion über die Entstehung der Landeshoheit erheblich voran. Erst in den 1940er und 1950er Jahren konnten Otto Brunner und Walter Schlesinger weitere Fortschritte darin erzielen.

#### Kulturraumforschung und Wendung zur Volksgeschichte
Auf Aubin geht das Konzept der interdisziplinär betriebenen Kulturraumforschung zurück. Dabei orientierte er sich an den kulturgeschichtlichen Ansätzen Karl Lamprechts. Aubin versuchte mit Hilfe der Germanistik, Archäologie, Volkskunde, Soziologie und vor allem mit der Sprachwissenschaft und der historischen Kartographie Kulturräume in ihrer Dynamik zu erfassen. Dabei sollte das gesamte für eine Region relevante Quellenmaterial ausgewertet werden. Die Neuartigkeit von Aubins Konzept des Kulturraumes bestand für die damalige Zeit in der Interdisziplinarität und darin, dass es sich von staatlichen Grenzen löste. Nach Einschätzung Mühles mündete sein Modell dennoch in einer gewissen Statik, „indem es den Raum ungeachtet menschlich induzierten Wandels letztlich doch als eine relativ konstante Größe erscheinen ließ“. Das vorrangige Ziel der Aubinschen Kulturraumforschung war nicht ein besseres Verständnis einzelner Kulturprovinzen und ihrer Kulturströmungen; vielmehr sollte sie „die deutsche Eigenart, wie sie geschichtlich geworden ist“, erhellen. Der Bezugsrahmen blieb der nationale Einheitsstaat. Aubins Kulturraumforschung verfolgte nicht nur ein wissenschaftliches Interesse, sondern war auch nationalpolitisch motiviert. Geschichtliche Landeskunde sollte einen wichtigen Beitrag zur geistigen „Verteidigung der Westmark“ leisten.
Die Begriffe „Volks- und Kulturboden“ spielten nach Eduard Mühle in Aubins Kulturraumforschung zunächst keine Rolle. Erst durch seine Einbindung in die Volks- und Kulturbodenforschung 1924/26 knüpfte er an eine ethnisch begründete Volksgeschichte an. Leitbegriffe dieser neuen Form der Landesgeschichte waren nicht mehr Territorium und Dynastie, sondern „Land“ und „Volk“ sowie „Kultur“. Willi Oberkrome (2000) hat die frühe Kulturraumforschung als „Speerspitze einer ethnonationalistischen Geschichtswissenschaft“ bezeichnet. Vor allem Willi Oberkrome, Ingo Haar, Peter Schöttler, Michael Fahlbusch und Hans-Erich Volkmann haben übereinstimmend festgestellt, dass das in den frühen 1920er Jahren begründete völkisch-nationalistische Kulturraumkonzept die Eroberungs- und Vernichtungspolitik des Nationalsozialismus gedanklich mit vorbereitet hat und seine maßgeblichen Repräsentanten den NS-Machthabern zugearbeitet haben. Nach Oberkromes Studien über Rudolf Kötzschke, Werner Conze, Walter Kuhn und Hermann Aubin machte die volksgeschichtlich ausgerichtete „Ostforschung“ seit den späten dreißiger Jahren die deutschen Ansprüche in Osteuropa „noch drastischer geltend […] als vor der nationalsozialistischen Machtergreifung“.

#### Konzentration auf die „Ostforschung“: „Deutsche Ostbewegung“, Ostkolonisation und Geschichte Schlesiens
Abgesehen von zwei Veröffentlichungen der Jahre 1925 und 1928 hatte der „deutsche Osten“ lange keine Bedeutung in Aubins Forschungsarbeit. Thematisch dominierten Studien zur rheinischen Geschichte sowie sozial- und wirtschaftsgeschichtliche Aspekte. Erst seit 1930 verlagerte Aubin seinen Schwerpunkt auf den „deutschen Osten“. Von 96 veröffentlichten Texten zwischen 1930 und 1944 waren mehr als die Hälfte Ostforschungs-Publikationen. Sein Biograph Eduard Mühle beobachtete bei der Umorientierung von der Westforschung zur schlesischen Ostforschung einen Wandel. In Bonn hatte Aubin noch methodisch innovative Studien zur deutschen Verwaltungs- und Verfassungsgeschichte veröffentlicht. Seit den 1930er und 1940er Jahren konzentrierte er sich hingegen zunehmend auf historisch-politische Essays. Diese Texte waren von geringem Umfang, aus tagesaktuellen Anlässen verfasst und wenig aus den Quellen erarbeitet. Die einschlägige polnische und tschechische Forschung berücksichtigte er in seinen Arbeiten nicht, obwohl sie ihm durch Forschungsberichte und Übersetzungen bekannt war. Er verarbeitete auch nicht die gesamte einschlägige mediävistische Forschung. Auf abweichende, nicht volksgeschichtlich orientierte Arbeiten ging er nicht kritisch ein. Nach Eduard Mühle setzte sich der „angesehene Mediävist […] auf diese Weise als Ostforscher in nicht geringem Maße der Gefahr einer Entprofessionalisierung aus“. Aubins Handeln war von ausgeprägter Geringschätzung gegenüber den ostmitteleuropäischen Völkern bestimmt. Er hielt es für unnötig, eine osteuropäische Sprache zu erlernen, und vermied Kontakte mit Wissenschaftlern aus Osteuropa. Die slawischen Völker und die osteuropäischen Juden nahm er lediglich als Objekte deutschen Handelns wahr.
Aubins Veröffentlichungen in der Ostforschung von 1933 bis 1944 behandelten den Ostraum und die „deutsche Ostbewegung“, die hoch- und spätmittelalterliche deutsche Ostkolonisation sowie die Geschichte Schlesiens. Er verfasste weder eine große Monographie zur Geschichte des „deutschen Ostens“ oder Ostmitteleuropas noch ein Werk über die Staaten und Völker Osteuropas. Zentrale Deutungskategorie für sein Bild von der Geschichte des „deutschen Ostens“ war eine seit dem Frühmittelalter über Jahrhunderte andauernde „deutsche Ostbewegung“. Dabei ging Aubin von einer deutschen Kulturüberlegenheit aus und machte ein west-östliches Entwicklungsgefälle aus. Als zweiten Antrieb für eine Ostbewegung der Deutschen sah Aubin ein politisches Machtgefälle im Osten. Dem „deutschen Volk“ habe dies „die Möglichkeit einer Ausbreitung seines Staats- und Volksgebietes“ im Osten geboten. Das Vokabular zur Beschreibung der deutschen Ostsiedlung entlehnte Aubin dem militärischen Kontext; er verwendete Ausdrücke wie „Vorstoß“, „Angriff“ oder „Vor- und Einmarsch“ sowie naturhafte Bilder wie „Strömen“, „Über- und Weiterströmen“ oder „Flut“. Seine Vorstellung einer kontinuierlich anhaltenden deutschen Ostbewegung von der Karolingerzeit bis in die Neuzeit war in der Forschung bereits seit der Mitte des 19. Jahrhunderts von Gustav Höfken vertreten worden. Von der bisherigen Forschung wollte er sich durch komparatistische und multidisziplinäre Methoden absetzen. Aubin unterließ es aber, seine Verfahren, Methoden und Theoriebildungen in Arbeiten empirisch umzusetzen; sie blieben hinter seinem einseitigen Erkenntnisinteresse am deutschen Anteil bei der Gestaltung des Ostens zurück. Ähnlich verfuhr Aubin auch in seinen anderen beiden Themenfeldern, der hoch- und spätmittelalterlichen Ostkolonisation sowie der Geschichte des gesamtschlesischen Raumes. Bei der „Ostkolonisation“ ging Aubin von primitiven vorkolonialen Zuständen im Osten aus, wodurch die „deutsche Kolonisation“ als umso größere Kulturleistung erscheinen konnte. Die in Bonn entwickelten Methoden der Kulturraumforschung wurden mit Ausnahme der Mundartforschung für die Geschichte des schlesischen Raumes nicht berücksichtigt. Aubin ging es auch in diesem Themenbereich weniger um die Erweiterung der historischen Erkenntnis als um eine Betrachtung der Ereignisse unter dem Aspekt der „Deutschwerdung“.
Dennoch verfasste Aubin auch noch Aufsätze, die sich nicht mit Ostforschungsthemen befassten. Diese Arbeiten wurden überwiegend in angesehenen akademischen Fachzeitschriften und Handbüchern veröffentlicht. Im zweiten Band der Propyläen Weltgeschichte erschien 1940 sein Beitrag Die Umwandlung des Abendlandes durch die Germanen bis zum Ausgang der Karolingerzeit. Noch 1943 erschien von Aubin ein Aufsatz in der Historischen Zeitschrift über die Frage der historischen Kontinuität. Grundlage des Textes war ein Vortrag, den Aubin 1942 auf der Tagung Einsatz der Geisteswissenschaften im Kriege in Magdeburg vor Mediävisten und Rechtshistorikern gehalten hatte. Darin setzte sich Aubin einerseits kritisch mit Alfons Dopschs Theorie der kontinuierlichen Kulturentwicklung in allen zu germanischen Reichen gewordenen Gebieten von der frühen römischen Kaiserzeit bis zum Frühmittelalter auseinander. Aubin forderte eine differenzierte Betrachtung nach Regionen und konstatierte einen Bruch in der Tradierung in Wissenschaft, Literatur und Kunst. Andererseits mochte er sich einer Analyse der Kulturübernahme aufgrund rassischer Disposition, wie sie Otto Höfler vertrat, auch nicht anschließen, weil er keine verlässliche Grundlage für solche Analysen sah. Gleichwohl wollte auch Aubin dem „germanischen Anteil am Bestande der abendländischen Gesittung die ihm gebührende Geltung“ verschaffen, warnte jedoch, man dürfe nicht das Missverständnis erwecken, „als ob wir unserer germanischen Grundsubstanz und ihres entscheidenden Beitrags zur heutigen Weltkultur nicht sicher wären“. Die „Rasse“ spielte jetzt eine größere Rolle in Aubins Argumentation als in den 1920er Jahren. So sah er die Voraussetzung für kulturelle Kontinuität unter anderem in der „rassemässig bedingten Art des übernehmenden Volkstums“.
Nach Bernd-A. Rusinek habe Aubin 1925 bei der Herleitung der rheinischen Identität über Rassen und Stämme „schwadroniert“. Gerd Althoff attestiert Aubin anhand eines Vortrags von 1932 „rassistische Arroganz“. Eduard Mühle bescheinigt Aubin eine „beachtliche Offenheit“ für die Rassenkunde als wissenschaftliche Arbeitsmethode, und zwar in den frühen 1930er Jahren anlässlich seines Aufenthaltes in Kairo. Nach Mühle öffnete Aubin seit 1937/38 in einem „opportunistischen Eingehen auf politisch-ideologische Erwartungshaltungen“ sein Bild der Ostbewegung „für eine biologistisch-rassenkundliche Rezeption“. Hans-Erich Volkmann stellt bei Aubin nicht nur eine „Affinität zu rassistischem Gedankengut“ fest, sondern einen „tief wurzelnden, rassistisch begründeten Kulturdünkel“ gegenüber Polen und Tschechen, und zwar schon vor 1940. Nach Hans-Erich Volkmann bekundete Aubin 1940 auf der Eröffnungsfeier der Sudetendeutschen Anstalt für Landes- und Volksforschung seine Affinität zu rassistischem Gedankengut. Nach Aubins Sicht war „das ganze Tschechentum […] völlig durchtränkt mit Deutschtum, nicht nur kulturell durch eine immerwährende Infiltration, […] sondern auch rein biologisch durch unaufhörliche Blutabgaben“.
Henning Trüper (2005) untersuchte Aubins Rolle als Herausgeber der Vierteljahrschrift für Sozial- und Wirtschaftsgeschichte (VSWG) im Nationalsozialismus. In der VSWG habe Aubin als Schriftleiter nur Arbeiten publiziert, die er politisch vollständig billigte. Die Rassenlehre habe Aubin umgangen, jedoch mit mehr grundsätzlicher Zustimmung als Ablehnung. Er habe aber den rassistischen Grundkonsens der Volksdeutschen Forschungsgemeinschaften geteilt, der immer auch eine Ausgrenzung der Juden bedeutete. Trüper stellte bei der Auswertung der Mitarbeiterprofile, der Aufsätze und Rezensionen fest, diese Herausgebertätigkeit lasse keine eindeutige redaktionelle Linie erkennen. Aubin hielt an der Internationalität der Wirtschaftsgeschichte und am politischen Pluralismus der Zeitschrift fest. Damit wahrte er die Traditionen seines Vorgängers und Lehrers von Below. Zugleich öffnete er die Zeitschrift für die Volksgeschichte, die durch ihre traditionelle nationalhistorische Ausrichtung mit den Standards der Internationalität nicht zu vereinbaren war.

#### Beibehaltung des deutschtumszentrierten Welt- und Geschichtsbildes in der Nachkriegszeit
Nach dem Krieg machten die Beiträge zur Ostforschung nur noch einen kleinen Teil an Aubins Werk aus. Von 69 Veröffentlichungen widmeten sich lediglich zwanzig Themen der Ostforschung. In den späten 1940er bis 1960er Jahren dominierten in seinen Arbeiten vor allem die norddeutsche Landesgeschichte und später in Freiburg die südwestdeutsche Landesgeschichte. Einen Großteil seiner Zeit beanspruchten die Arbeitsvorhaben zu den Deutschen Handelsakten des Mittelalters und der Frühen Neuzeit und das Handbuch der deutschen Wirtschaftsgeschichte des Mittelalters. Auch das bereits 1929 begonnene Raumwerk Westfalen wurde fortgesetzt. Mit diesem Werk sollten Wesen und Grenzen des Raumes Westfalen erhellt werden.
Nach 1945 fasste Aubin weiterhin das „deutsche Volk“ als Teil einer „abendländischen Kulturgemeinschaft“ auf. Fortan versuchte er das deutsche „Volksschicksal“ in einen europäischen Zusammenhang zu stellen. Der „Abendland“-Topos war in seinem politisch-akademischen Umfeld nach dem Zweiten Weltkrieg beliebt wie nie zuvor. Damit konnte nach den Zerstörungen in Europa durch die Kriege an die gemeinsamen Wurzeln der christlich-abendländischen Tradition erinnert werden sowie die konkrete Verantwortung für die Ursachen des Nationalsozialismus verschleiert werden.
Als neue Aufgabe für die „Ostforschung“ nannte Aubin 1949 in einer Denkschrift für das Bundesministerium für gesamtdeutsche Fragen das Vertriebenenproblem, „nicht seine praktische Lösung, aber deren wissenschaftliche Vorbereitung“. Außerdem sollte der „geschichtliche Anspruch der Vertriebenen auf ihre Heimat“ begründet werden. Als weitere Betätigungsfelder für die „Volksforschung“ sah er die Wahrung des „volkstümlichen Gutes“ und die Integration der Vertriebenen. Die Bundesregierung sollte „bei der Vorbereitung des Friedensvertrages, bei der Vertretung unserer Ansprüche jenseits von Oder-Neiße, für eine erhoffte Wiederbesiedlung dort“ unterstützt werden.
Die bundesrepublikanische „Ostforschung“ wurde um die Geschichte der Sowjetunion und des Bolschewismus erweitert. In einem programmatischen Artikel für das 1952 erschienene erste Heft der Zeitschrift für Ostforschung verband Aubin die Kulturträgerschaft der Deutschen im Osten mit einem nunmehr demokratisch gewordenen Abwehrkampf gegen den Bolschewismus. In diesem Zusammenhang führte Aubin den „Ordnungsgedanken“ im Nationalsozialismus als „Abhilfe der ostmitteleuropäischen Problematik“ an. Diese Äußerung drohte selbst im Zeitalter des Kalten Krieges den Ruf der Bundesrepublik zu beschädigen. Der Bundestag beschäftigte sich daraufhin mit der Ostforschung. Der Abgeordnete Willy Brandt bezeichnete Aubins Äußerung als eine „peinliche Verniedlichung der nationalsozialistischen Ostpolitik“. Willi Oberkrome macht für die Kontinuität der „Ostforschung“ in den 1950er Jahren neben dem Klima des Kalten Krieges zwei weitere Faktoren geltend: zum einen eine wissenschaftlich begründete Distanz zum Nationalsozialismus und zum anderen mit der Innovationsskepsis und Heimatsehnsucht gesellschaftspolitische Faktoren der Nachkriegszeit.
Aubins Handeln und Denken war durch ein hohes Maß an Kontinuität geprägt. Eduard Mühle kam bei der Analyse dreier Aufsätze aus den Jahren 1930, 1940 und 1956 zu dem Ergebnis, dass Aubin seine Grundüberzeugungen vom „Osten“ durch alle Regime und auch nach dem Zweiten Weltkrieg beibehielt. Seine zwischen 1925 und 1944 verfassten Texte reinigte Aubin von nationalsozialistischen Bezügen und ließ sie in der Bundesrepublik erneut drucken. Noch im Juli 1960 hat Aubin in einem Brief an Ernst Birke den herkömmlichen Volksbegriff gegen einen modernen Nationalitätenbegriff, wie ihn Hans-Dietrich Kahl vertrat, mit der Aussage verteidigt, „sonst könnten auch Neger Deutsche werden“. In einem 1966 verfassten Brief an Johannes Papritz soll Aubin bedauert haben, dass er nicht mehr dazu gekommen sei, die „wissenschaftlichen Ansätze früherer Jahrzehnte zusammenzufassen und auszuführen“. Von seinem deutschtumszentrierten völkisch-nationalen Ansatz hat er sich bis zu seinem Lebensende nicht entfernt.

## Wirkung

### Wissenschaftliche Nachwirkung
Nach dem Ende des Dritten Reiches dauerte es viele Jahre, bis die Auffassungen Aubins und vieler anderer ähnlich denkender Historiker zur deutschen „Ostforschung“ kritisch hinterfragt und überwunden wurden. Walter Schlesinger hielt im März 1963 einen Vortrag vor dem Johann Gottfried Herder-Forschungsrat über Die mittelalterliche deutsche Ostbewegung und die deutsche Ostforschung. Seine traditionskritischen Ausführungen lösten eine heftige Diskussion aus, blieben jedoch zunächst auf die Tagungsteilnehmer begrenzt. Das Vortragsmanuskript war mit dem Geheimhaltungsvermerk „Nur für den Dienstgebrauch“ versehen und wurde nur einem kleinen Kreis von dem Forschungsrat nahestehenden Wissenschaftlern zugänglich gemacht. Schlesinger befand, es sei der „Ostforschung“ „nicht um Ostmitteleuropa allgemein, sondern […] um die Deutschen und ihre Leistung in diesem Raum“ gegangen. Entsprechend habe es „nicht zu einer eigentlichen Ostmitteleuropaforschung kommen“ können. Nicht alle Ratsmitglieder stimmten Schlesingers Ausführungen zu. Aubin vertrat in einem Diskussionsbeitrag die Auffassung, dass man „jetzt nicht in ein Scherbengericht über die vergangene Zeit eintreten“ solle. Die Darlegungen Schlesingers wurden in der Folgezeit vielfach aufgegriffen, obwohl sie nicht öffentlich zugänglich waren. Erst 1997 wurden sie in der Zeitschrift für Ostmitteleuropa-Forschung abgedruckt. Roderich Schmidt und Gotthold Rhode sahen noch 1972/73 als „entscheidende Postulate für die Zukunft“, über die Rolle des Deutschtums in Ostmitteleuropa hinauszukommen und „Ostmitteleuropa als historische Ganzheit“ zu erfassen.
Anders als Gerhard Ritter mit seiner Stein-Biographie oder Friedrich Meinecke mit seiner Darstellung Weltbürgertum und Nationalstaat blieb Aubin nicht mit einem „großen Buch“ im Gedächtnis. Die von ihm zusammen mit dem Bonner Germanisten Theodor Frings und dem Volkskundler Josef Müller 1926 veröffentlichte Darstellung zur Geschichte, Sprache und Volkskunde wurde 40 Jahre später neu aufgelegt und galt als Standardwerk im Germanistikstudium.
Von Aubins Forschungen hat bis auf einige wenige Impulse für die Landesgeschichte aus seiner frühen Schaffensperiode heute in der Geschichtswissenschaft nichts mehr Gültigkeit. Das von Aubin angeregte und erst 1996 vollendete westfälische Raumwerk ist für Werner Freitag nach „seinem Erscheinen lediglich als Steinbruch genutzt worden, als konzeptioneller Versuch blieb es ohne Nachfolge“. Dagegen hat Karl Schlögel Aubins historische Kulturraumforschung im Zusammenhang mit dem spatial turn wiederentdeckt. Für seinen Biographen Eduard Mühle (2005) ist es „allein das wissenschaftsorganisatorische Wirken, das auch heute noch an dem Ostforscher Hermann Aubin beeindrucken kann.“ Von seinem Schaffen als Wissenschaftsorganisator existiert lediglich noch das Herder-Institut in Marburg. Das Bonner Institut für geschichtliche Landeskunde der Rheinlande wurde 2005 aufgelöst.

### Diskussion über Aubins Rolle im Nationalsozialismus
In den Festschriften und Nachrufen auf Hermann Aubin wurden problematische Aspekte seines Wirkens im Nationalsozialismus nach Einschätzung von Mühle übergangen oder beschönigend geschildert. In einer 1950 veröffentlichten Festschrift wurde Aubin in den Bereich des Widerstandes gegen das NS-Regime gerückt. Die Herausgeber bezeichneten ihn als einen „warnenden Rufer angesichts der Wegscheide, an der die deutsche Staatsführung einem Abwege zu folgen begann“. Aubins Nachfolger auf dem Hamburger Lehrstuhl Otto Brunner, der selbst in das NS-System verstrickt war, schrieb in einem 1969 veröffentlichten Nachruf, Aubin habe mit seinen Ansichten „den zerstörenden Plänen der nationalsozialistischen Politik völlig ferne“ gestanden. Der dritte Präsident des Johann Gottfried Herder-Forschungsrates Günther Grundmann befand im Juni 1969 über seinen Freund Aubin, er sei ein Mann gewesen, der „während des Dritten Reiches […] in großartiger Weise in der Stille“ gewirkt habe.
Die SED-Führung versuchte Ende der 1950er Jahre die Bundesrepublik international zu diskreditieren. Sie machte ihr den Vorwurf, NS-Verbrecher zu protegieren. Leo Stern bezeichnete Hermann Aubin, Walther Hubatsch und Werner Markert als „notorische Nazi-Historiker“. Aubin wurde von Rudi Goguel als ein „Nazi-Ideologe reinsten Wassers“ eingeordnet. Seine Schriften wurden von Rudolf Graf „als eine direkte moralische Rechtfertigung der Ausrottungspolitik des deutschen Imperialismus“ beurteilt. Unter den Bedingungen des Kalten Krieges hemmten diese Beurteilungen aus der DDR eine eingehende Analyse seines Wirkens in der NS-Zeit durch die bundesrepublikanische Forschung, welche die nationalsozialistische Vergangenheit der Institutionen und ihrer wichtigsten Träger eher verschwieg. Als zum 100. Geburtstag im Dezember 1985 Schüler und Weggefährten eine Gedächtnisfeier im Johann Gottfried Herder-Forschungsrat abhielten, wies der damalige Direktor des Herder-Instituts, Roderich Schmidt, die ungünstigen Beurteilungen von Aubins Vergangenheit in der NS-Zeit als ungerechtfertigt zurück und bezeichnete sie als „Klitterung“.
Erst in den späten 1980er Jahren wurde durch die Studie Michael Burleighs das Interesse der westlichen Forschung an den Verstrickungen der Ostforscher mit dem Nationalsozialismus gefördert. Der Umstand, dass sich die deutsche Geschichtswissenschaft erst sehr spät mit der Rolle einiger prominenter Historiker in der NS-Zeit, zu denen vornehmlich Hermann Aubin, Theodor Schieder, Werner Conze und Karl Dietrich Erdmann gehörten, kritisch auseinandersetzte, löste 1998 auf dem Frankfurter Historikertag heftige Debatten aus. Die stärkste Beachtung fand die Sektion „Deutsche Historiker im Nationalsozialismus“ am 10. September 1998, die von Otto Gerhard Oexle und Winfried Schulze geleitet wurde. Die neu aufgebrochene Diskussion führte zu einer eingehenderen Beschäftigung mit dem Gelehrten Aubin und zu einer kritischeren Sichtweise.
Das Bild von Aubins Verwicklungen in den Nationalsozialismus bleibt trotz intensiver Forschungen widersprüchlich und uneinheitlich. Die Bandbreite der Einschätzungen reicht bis zur Vorstellung, er müsse als ein „historiographischer Vordenker der Vernichtung“ angesehen werden. Übereinstimmung besteht in der Geschichtswissenschaft darin, dass Aubin dem NS-Regime nicht im Widerstand entgegengetreten ist. Die unterschiedlichen Einschätzungen entstanden dadurch, dass nur ein Teil seines Wirkens einer quellengestützten Analyse unterzogen worden war. Es fehlten umfassende personengeschichtliche, das gesamte wissenschaftliche Wirken und politische Verhalten berücksichtigende Untersuchungen. Diese Forschungslücken zu Aubin sind später vor allem durch die Arbeiten von Eduard Mühle geschlossen worden.
Eduard Mühle hat 2005 eine Biographie Aubins auf breiter Quellenbasis veröffentlicht. Seine Darstellung ist in drei große Abschnitte eingeteilt: Aubins Biographie als Zeitgenosse, sein Wirken als Wissenschaftsorganisator und seine historiographische Arbeit. Mühle berücksichtigt alle Lebensphasen des Historikers zwischen den 1920er und den 1960er Jahren und vermeidet dadurch eine perspektivische Verengung auf die Zeit zwischen 1933 und 1945. Für ihn war Aubin kein „Vordenker der Vernichtung“, jedoch „Mitdenker“ einer „ethnischen Flurbereinigung“ und „Neuordnung Mitteleuropas“. Mühle ordnet damit Aubin begrifflich zwischen Mitläufer und Mittäter ein. Aubins politisch-ideologische Anpassung an den Nationalsozialismus nach 1933 beurteilt Mühle als „Teil jener Bedingungen, die am Ende auch den Rassenkrieg und den Genozid ermöglicht haben“. Neben seiner Biographie hat Mühle mehrere Einzelstudien über Aubin veröffentlicht. Im Jahr 2008 legte Mühle eine Briefedition vor. Sie umfasst 228 Briefe, die sich vornehmlich auf die „Ostforschung“ beziehen. Aubin hat bis zu seinem Lebensende im März 1969 nach grober Schätzung etwa 12.000 Briefe geschrieben, von denen die meisten allerdings verloren sind.

## Schriften (Auswahl)
Schriftenverzeichnis
- Hermann Aubin: Grundlagen und Perspektiven geschichtlicher Kulturraumforschung und Kulturmorphologie. Aufsätze zur vergleichenden Landes- und Volksgeschichte aus 4 1/2 Jahrzehnten. Röhrscheid, Bonn 1965, S. 799–816.

Aufsatzsammlung
- Grundlagen und Perspektiven geschichtlicher Kulturraumforschung und Kulturmorphologie. Aufsätze zur vergleichenden Landes- und Volksgeschichte aus viereinhalb Jahrzehnten. Anlässlich der Vollendung des 80. Lebensjahres des Verfassers. Herausgegeben von Ludwig Petry. Röhrscheid, Bonn 1965.

Monographien
- Vom Altertum zum Mittelalter. Absterben, Fortleben und Erneuerung. Münchener Verlag, München 1949.
- Geschichtliche Kräfte im Sudetenraum. Koehler u. Amelang, Leipzig 1942.
- Geschichtlicher Aufriss des Ostraums. von Hugo, Berlin 1940.
- Von Raum und Grenzen des deutschen Volkes. Studien zur Volksgeschichte. Priebatsch, Breslau 1938.
- mit Theodor Frings, Josef Müller: Kulturströmungen und Kulturprovinzen in den Rheinlanden. Geschichte, Sprache, Volkskunde. Röhrscheid, Bonn 1926.
- Geschichtliche Landeskunde. Anregungen in vier Vorträgen. K. Schroeder, Bonn 1925.
- Die Entstehung der Landeshoheit nach niederrheinischen Quellen. Studien über Grafschaft, Immunität und Vogtei. Ebering, Berlin 1920. (Zugl.: Bonn, Univ., Habil.-Schr., 1914).
- Die Verwaltungsorganisation des Fürstbistums Paderborn im Mittelalter. Rothschild, Berlin/Leipzig 1911 (Zugl.: Freiburg (Breisgau), Univ., Diss., 1911).

Herausgeberschaften
- mit Wolfgang Zorn: Handbuch der deutschen Wirtschafts- und Sozialgeschichte. 2 Bände. Bd. 1: Von der Frühzeit bis zum Ende des 18. Jahrhunderts. Bd. 2: Das 19. und 20. Jahrhundert. Klett-Cotta, Stuttgart 1971–1976.